# 大成丸 (4代)
大成丸（たいせいまる）は、海技教育機構が保有する航海練習船。本項目では、2014年に就航した4代目を取り扱う。

## 船歴
3代目大成丸の代船として三井造船玉野事業所で建造され、2014年3月31日に竣工した。2代目大成丸から船内に展示されている、初代大成丸の銘鈑も引き継がれた。

## 設計

### 船体
内航用練習船として内航船の主要航路や港湾において訓練を行うため、水線下の船体は1,000トン型内航貨物船と同程度の大きさになっている。また、既存の練習船とは異なり、船橋からの視界や操縦の感覚を内航貨物船と類似させるため、船橋が船体中部に配置されている。実際に内航船の主要航路や港湾などで訓練を行うケースはあまり見られない。

### 機関
先代の大成丸は蒸気タービン推進だったが、本船は内航船に広く用いられている新潟原動機6MG34HXディーゼルエンジンを搭載した。6MG34HXはIMOのNOx規制をクリアした低燃費・低公害タイプで、本船のディーゼル化で海技教育機構の汽船練習船はすべてディーゼル推進となった。

### 練習設備
船橋は航海用と実習用の2層があり、多機能ディスプレイを有する航海船橋でも当直航海訓練を行うため、機器の配置やスペースを訓練に配慮されている。実習船橋にも舵輪や多機能ディスプレイがあり単独当直訓練が可能なほか、航海シミュレーターがある。
教室は、食堂と図書室を兼ねる第1教室（146人収容）と分割して2種類の研修を同時進行できる第2教室（120人収容）がある。実習や体操に使われる後甲板は、木甲板風の塗装が施されている。

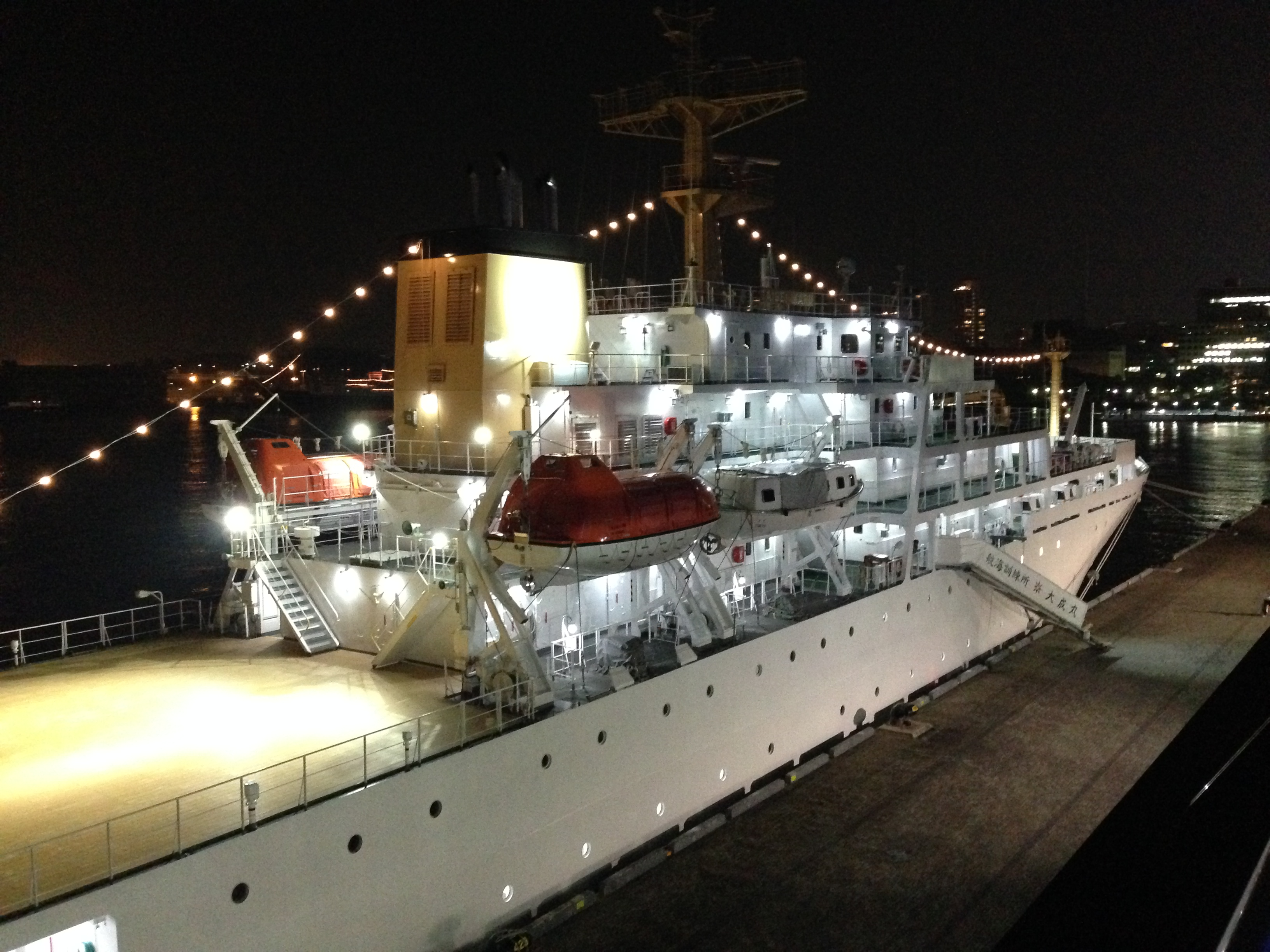
大桟橋停泊中の大成丸（4代目）
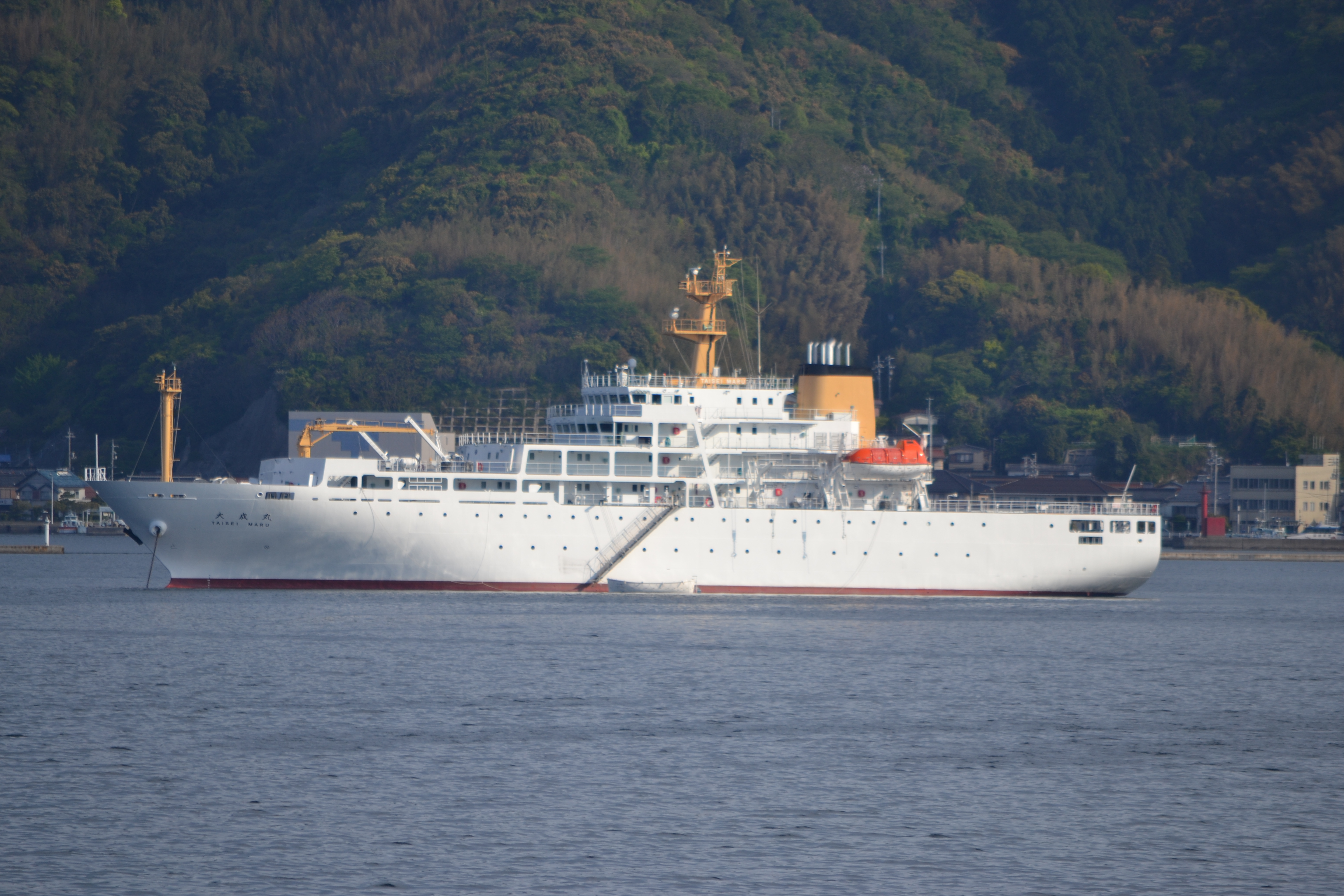
浦郷仮泊中の大成丸（4代目）

## 参考資料
1. 1 2 3 4 5 6 7 8 9 10 11 12 13 14 15 16 17 18 19 20  “大成丸の特徴・仕様”.   航海訓練所. 2015年2月16日閲覧。
2. 1 2 3 4 5 6 7 8 9 10 11 12 13 14 15 16 17  「航海訓練所の新練習船「大成丸」を見る」『世界の艦船』通巻800集（2014年7月特大号）海人社 P.178-179